# Skødshoved Strand
Skødshoved Strand ligger på vestsiden af Tved/Skødshoved-halvøen, der er den vestlige del af Mols.
Her ligger  et af de ældste sommerhusområder på Mols.  Det blev anlagt omkring Skødshoved Bro, som tidligt i 1900-tallet blev bygget med henblik på at drive passager- og fragtsejlads mellem Aarhus og Mols. Passagersejladsen er nu ophørt, og udtjente godsspor fører op til det gamle pakhus, som i dag er indrettet som havnekontor for en nyere lystbådehavn fra 1981. Nord for havnen ligger pynten Skødshoved, der er det vestligste punkt på Mols. Mod syd begynder klinterne ved sydspidsen af Mols, Mols Hoved og den  623 hektar store fredning omkring Isgård. 
- Pynten Skødshoved
- Skødshoved Badehotel
- Sommerhuse i baggrunden, til højre pakhuset ved Skødshoved Bro